# Utropstecken
Utropstecken (!) är ett så kallat stort skiljetecken som inom åtskilliga skriftspråk används som avslutning på utrop, uppmaningar, önskningar, tilltal, hälsningar och liknande interjektioner.
Inom matematiken används utropstecknet som fakultetstecken. När det används som ett uttryck för förvåning kallas det förundringstecken.

## Internationellt

### Franska
På franska föregås utropstecken av mellanslag. Till exempel: « Voilà ! »

### Spanska
På bland annat spanska används ett inverterat utropstecken (¡) för att markera var ett utrop och liknande börjar. Exempel: ¡Esto es un signo de exclamación!

## Andra användningsområden
- I fonetisk skrift används ofta ett utropstecken (ǃ) för Postalveolart klickljud
- För att ange fakultet inom matematiken
- För att uttrycka negation i många programspråk
- I viss schacknotation för att markera ett särskilt lyckat drag